# V5856 Sagittarii
V5856 Sagittarii, eller ASASSN-16ma, var en ljusstark nova i Skyttens stjärnbild. Den upptäcktes den 25 oktober 2016 av All Sky Automated Survey for SuperNovae (ASAS-SN).  Novan hade vid upptäckten den skenbara magnituden +13,7 och var i maximum av magnitud 5,4.  Den var därmed en av de ljusstarkaste novorna under 2010-talet, efter V5668 Sagittarii.